# R Coronae Australis
Désignations
R Coronae Australis ou R CrA, est une étoile variable située à environ ∼ 310 a.l. (∼ 95 pc) de la Terre dans la constellation de la Couronne australe.
L'étoile est très jeune et sa luminosité varie beaucoup. Encore entourée du nuage de gaz et de poussière à partir duquel elle s'est formée, elle est accompagnée d'une nébuleuse à la fois en émission et en réflexion, NGC 6729, qu'il est possible d'observer dans de bonnes conditions ; R CrA est au bord du nuage moléculaire de la constellation. Ce nuage est le plus proche de la Terre et contient une trentaine de protoétoiles et d'étoiles en formation.

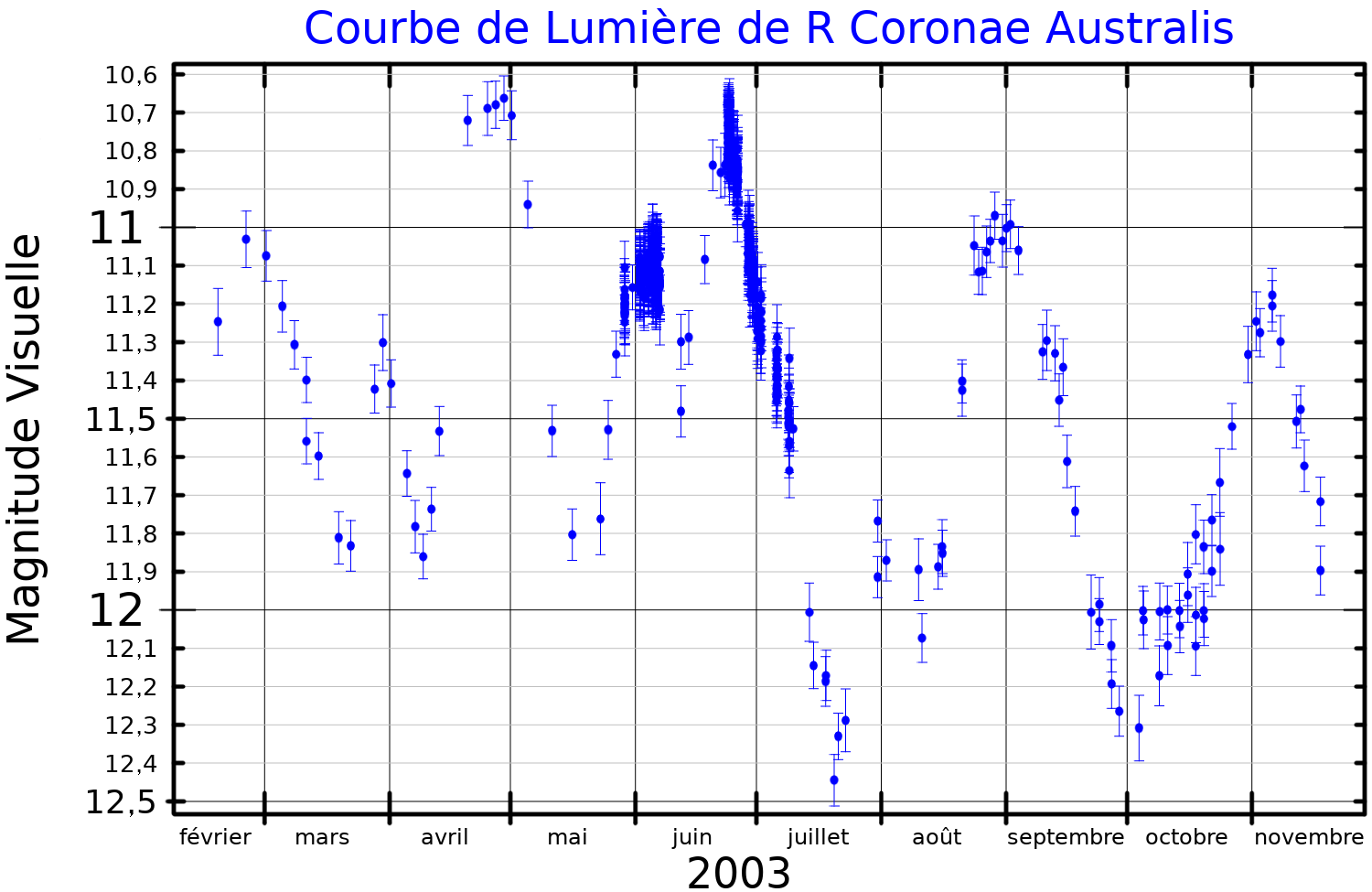
Une courbe de lumière de R CrA, réalisée à partir des données du ASAS

R Coronae Australis est observable à l'aide d'un télescope, mais seulement dans de bonnes conditions d'observation par temps clair. La variation en magnitude de sa nébuleuse est observée pour la première fois en 1866 par Johann Friedrich Julius Schmidt.